# Vaux-lès-Mouzon
Vaux-lès-Mouzon je francouzská obec v departementu Ardensko v regionu Grand Est. V roce 2011 zde žilo 86 obyvatel.

## Sousední obce
Autréville-Saint-Lambert (Meuse), Carignan, Euilly-et-Lombut, Malandry, Moulins-Saint-Hubert (Meuse), Mouzon, Sailly

## Vývoj počtu obyvatel
Počet obyvatel 